# Ryō Adachi
Ryō Adachi (japanisch 安達 亮 Adachi Ryō; * 2. Juli 1969 in Nishinomiya, Präfektur Hyōgo) ist ein japanischer Fußballtrainer und ehemaliger Fußballspieler.

## Karriere

### Spieler
Adachi erlernte das Fußballspielen in der Universitätsmannschaft der Senshū-Universität. Seinen ersten Vertrag unterschrieb er 1992 bei Yokohama Flügels. Der Verein spielte in der höchsten Liga des Landes, der J1 League. Ende 1992 beendete er seine Karriere als Fußballspieler.

### Trainer
Im November 2012 wurde Adachi Trainer von Vissel Kobe. Der Verein spielte in der höchsten Liga des Landes, der J1 League. Am Ende der Saison 2012 stieg der Verein in die J2 League ab. 2013 wurde er mit dem Verein Vizemeister der J2 League und stieg wieder in die J1 League auf. Im Mai 2018 wurde er als neuer Trainer des J3-League-Vereins Kataller Toyama vorgestellt. Bei Kataller stand er bis Saisonende 2020 unter Vertrag. Zur Saison 2021 übernahm er den Viertligisten ReinMeer Aomori FC. Hier stand er bis Saisonende unter Vertrag. Im Februar 2022 wechselte er zu den Yokohama F. Marinos. Hier übernahm er das Amt des Co-Trainers.